# 赤羽根大師のエノキ
赤羽根大師のエノキ（あかばねだいしのエノキ）は、徳島県美馬郡つるぎ町一宇に自生するエノキの巨木である。国の天然記念物に指定されている。にし阿波お勧めビューポイント100選選定。

## 概要
樹齢推定800年、幹周り8.7mのエノキで、国内では一番の大きさを誇る。3m程の高さから分枝し、東西方向に25m、南北方向に20mと大きく枝を広げている。
花期は4月から5月で、9月には球形の果実が赤褐色に熟し、甘く食べられる。2004年（平成16年）9月30日に国の天然記念物に指定された。

## データ
- 場所：徳島県美馬郡つるぎ町一宇字蔭
- 樹齢：800年
- 樹高：18m
- 幹囲：8.7m

## 交通
- JR徳島線「貞光駅」より車で約30分。
- 徳島自動車道「美馬インターチェンジ」より車で約40分。